# Гаева (Тюменская область)
Гаева — деревня в Исетском районе Тюменской области России. Входит в состав Бархатовского сельского поселения.

## История
До 1917 года в составе Исетской волости Ялуторовского уезда Тобольской губернии. По данным на 1926 год состояла из 238 хозяйств. В административном отношении являлась центром Гаевского сельсовета Исетского района Тюменского округа Уральской области.

## Население
| 2010 |
| ---- |
| 302  |

По данным переписи 1926 года в деревне проживало 1086 человек (508 мужчин и 578 женщин), в том числе: русские составляли 99 % населения.
Согласно результатам переписи 2002 года, в национальной структуре населения русские составляли 95 % из 332 чел.